# آتش‌سوزی دیکسی
آتش‌سوزی دیکسی (انگلیسی: Dixie Fire)، روستای گرینویل را تقریبا به طور کامل نابود کرده است. آتش سوزی دیکسی که دومین آتش سوزی بزرگ تاریخ کالیفرنیاست، از سیزدهم ژوییه شروع شده و بیشتر از ۱۸۷ هزار هکتار از جنگل ها و مراتع را از بین برده است. تاکنون سه نفر در مناطق آسیب دیده از آنش سوزی مفقود شده اند و هزاران نفر هم به مناطق امن منتقل شده اند.